# José Charters Monteiro
José Manuel Charters Monteiro da Conceição (Leiria, 28 de abril de 1944) é um arquiteto português.

## Carreira
Arquiteto formado pelo Politécnico de Milão (1969), integrou a Direção-Geral dos Edifícios e Monumentos Nacionais em 1970, colaborando depois com os arquitetos Sebastião Formosinho Sanches e Maurício de Vasconcelos. Integrou o quadro do Fundo de Fomento da Habitação, de 1974 a 1981, onde desenvolveu planos e projectos de habitação social à escala urbana. Pela mesma altura foi o 'pai' do bairro da Bela Vista, em Setúbal, liderando em 1975 uma equipa de 30 especialistas (sociólogos, geógrafos e engenheiros) que construiu esse bairro a pensar nos operários da Setenave. Diretor da revista Arquitectura e Vida, de 2000 a 2003. Em 2009 publicou o livro Arquitectura: Assim ou ao Contrário?. Foi vice-presidente do Centro Português de Design.